# Ketil Vestrum Einarsen
Ketil (Vestrum) Einarsen (26 januari 1977) is een Noorse fluitist, maar hij bespeelt ook andere instrumenten zoals saxofoon en toetsinstrumenten binnen de popmuziek.
Einarsen speelde of speelt in muziekgroepen als Jaga Jazzist, White Willow en Geir Lysnde Listening Ensemble, maar zijn naam komt ook voor op muziekalbums van Motorpsycho en Haakon Ellingsen. Tot op heden (2011) is er geen soloalbum van hem verschenen.

## Discografie
- 2000: White Willow: Sacrament
- 2001: Motorpsycho: Phanerothyme
- 2001: Ellingsen: Minstrel
- 2002: Motorpsycho: It’s a love cult
- 2003: Jaga Jazzist: Ninja Tune
- 2003: The Jessica Fletchers: What happened to the ? met single Summer Holiday and me
- 2004: Jan Martin Smordals: Acoustic Accident
- 2004: White Willow: Storm season
- 2005: Ignore : Happiness not yet won
- 2005: Jaga Jazzist: What we must
- 2005: Ellingsen: Bounty
- 2005: Wobbler: Hinterland
- 2006: White Willow: Signal to Noise
- 2007: The Lionheart Brothers: Dizzy kiss
- 2008: Ellingsen: The Plum Album
- 2008: Rhys Marsh and the Autumn Ghost: The fragile state of inbetween
- 2009: Wobbler: Afterglow
- 2009: The Opium Cartel: Night Blooms

Hij schreef mee aan de filmmuziek van Førsteklassingene (2008) een jeugdfilm uit Noorwegen over een meisje dat voor het eerst naar school gaat.
- Bibsys: 5073579
- MusicBrainz: 298a8d49-c60c-496a-8d48-2bec0c6d7791
- Virtual International Authority File: 225841231